# Verordnung (EG) Nr. 861/2007
Die Verordnung (EG) Nr. 861/2007 des Europäischen Parlaments und des Rates vom 11. Juli 2007 zur Einführung eines europäischen Verfahrens für geringfügige Forderungen (Kurzbezeichnung EuGFVO oder EuBagatellVO) regelt ein vereinfachtes Erkenntnisverfahren für geringfügige Geldforderungen, das in den Mitgliedstaaten der Europäischen Union (mit Ausnahme Dänemarks) neben die nationalen Gerichtsverfahren tritt und dessen Entscheidungen in anderen Mitgliedstaaten vollstreckbar sind. Siehe auch: Europäisches Verfahren für geringfügige Forderungen.
Die Geringfügigkeitsgrenze in Höhe von nicht mehr als Euro 2000,- wurde mit der Verordnung (EU) 2015/2421 vom 16. Dezember 2015 auf Euro 5000,- erhöht.

## Geschichte
Die EuGFVO ist am 1. Januar 2009 in Kraft getreten. In den §§ 1096 ff. ZPO sind ergänzende Regelungen zur Umsetzung der Verordnung in Deutschland.
Mit der Einführung eines Europäischen Bagatellverfahrens sollen geringfügige Forderungen in grenzüberschreitenden Rechtssachen in vereinfachten Verfahren geltend gemacht werden können. Diese sind in der Regel zeit- und kostengünstiger, verdrängen aber nicht die nationalen Gerichtsverfahren; der Kläger hat vielmehr die Wahl. Wie schon mit der Einführung des Europäischen Mahnverfahrens mit Verordnung (EG) Nr. 1896/2006 (EuMVVO) werden erneut auf europäischer Ebene Regelungen für ein zusätzliches Erkenntnisverfahren aufgestellt und entfällt (wie auch beim Europäischen Vollstreckungstitel) das Exequaturverfahren.
Keine Anwendung findet die Verordnung für und im Verhältnis zu Dänemark (Art. 2 Abs. 3). Eine völkerrechtliche Vereinbarung, wie sie zwischen der EG und Dänemark für die EuGVVO nachträglich getroffen wurde, gibt es für die EuGFVO zum jetzigen Zeitpunkt (Dezember 2009) nicht.

## Europäisches Bagatellverfahren
Das Verfahren kann mit dem amtsgerichtlichen Verfahren in Deutschland (§§ 495 ff. ZPO) verglichen werden. Vor den Amtsgerichten ist das Verfahren ebenfalls vereinfacht und die Zuständigkeit vor allem dann begründet, wenn der Streitwert 5.000 Euro nicht übersteigt (§ 23 Nr. 1 GVG). Für die Kostentragung gilt gem. Art. 16 der VO das Prinzip der Unterliegenshaftung (§ 91 Abs. 1 Satz 1 ZPO).